# Kisújszállás
Kisújszállás is een plaats (város) en gemeente in het Hongaarse comitaat Jász-Nagykun-Szolnok. Kisújszállás telt 12 869 inwoners (2002).